# Adrianus Josephus Maria Schram

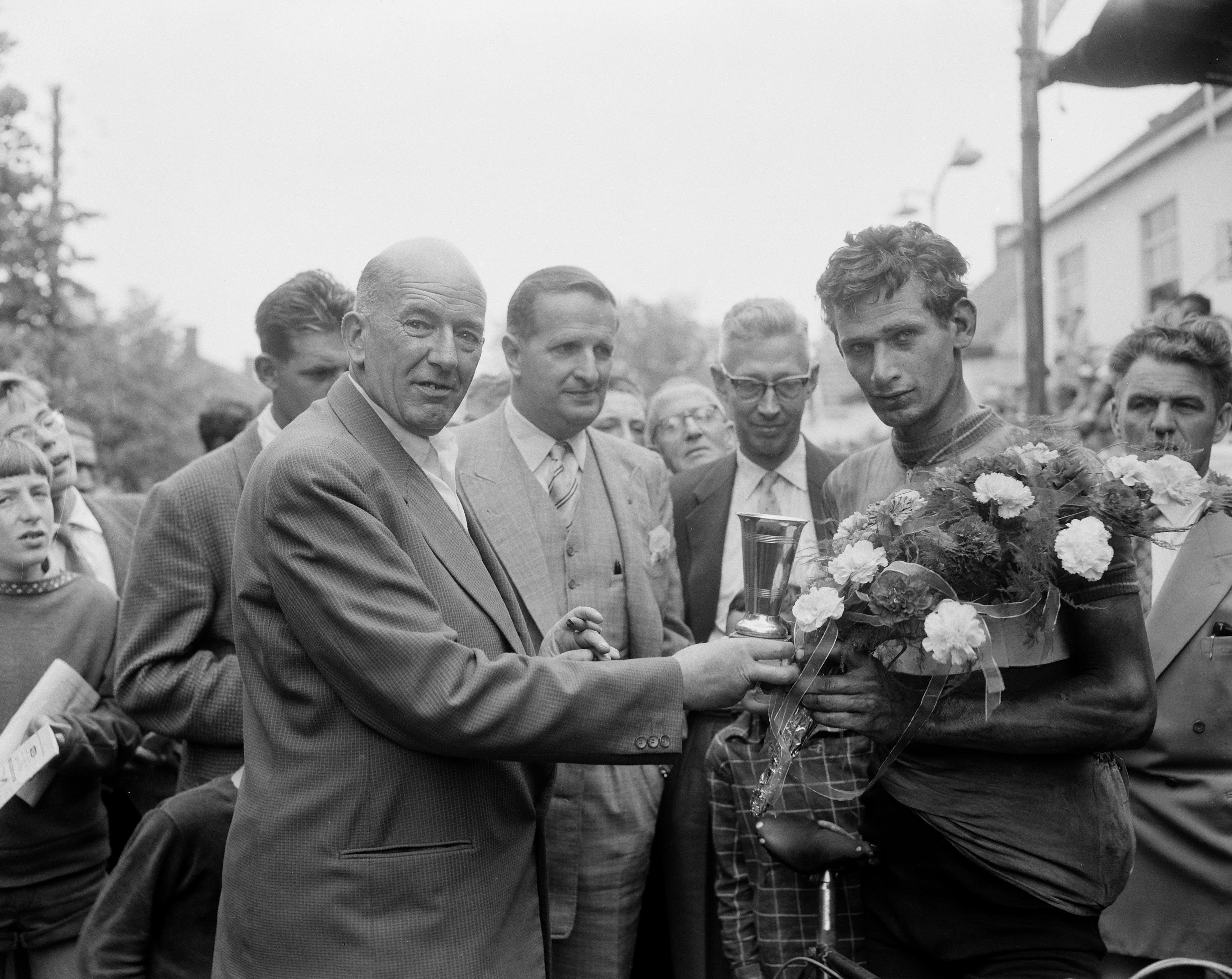
Burgemeester A.J.M. Schram (links) overhandigde een beker aan Piet Steenvoorden; de winnaar van de amateurs bij de Acht van Chaam (1957)

Adrianus Josephus Maria Schram (Chaam, 11 november 1902 – aldaar, 23 juni 1977) was een Nederlands politicus.
Hij werd geboren als zoon van Adrianus Schram (1872-1961), destijds gemeentesecretaris van Chaam later burgemeester van die gemeente, en Petronella Cornelia Jacoba van Hal (1872-1944). A.J.M. Schram was ambtenaar ter secretarie in Chaam en stapte midden 1930 over naar de gemeente Bakel en Milheeze. Enkele maanden later was hij daar de waarnemend gemeentesecretaris en kort daarop werd hij de gemeentesecretaris van Bakel en Milheeze. Eind 1937 volgde hij zijn vader op als burgemeester van Chaam. Omdat hij het uitvoeren van voorschriften van de bezettende overheid mogelijk strijdig achtte met de hem opgelegde ambtsplicht informeerde hij begin 1943 de secretaris-generaal van het departement van Binnenlandse Zaken dat hij de uitoefening van zijn functie als burgemeester staakte. Daarna werd zijn functie tot december 1945 waargenomen door J.H. Sassen. Tijdens zijn burgemeesterschap maar ook daarna was Schram betrokken bij de organisatie van de wielerronde de Acht van Chaam. In december 1967 ging hij met pensioen en bijna tien jaar later overleed hij op 74-jarige leeftijd. Zijn jongere broer Frans was eveneens burgemeester.